# Messier 10
Messier 10 hay M10 (còn gọi là NGC 6254) là một cụm sao cầu trong chòm sao Xà Phu (Ophiuchus).
Thiên thể này được Charles Messier phát hiện ngày 29/5/1764 và ông lập danh lục cho nó là 10 trong danh sách của mình. Ông miêu tả nó như là "một tinh vân không có sao", nhưng nghiên cứu muộn hơn chỉ ra rằng nó là một cụm sao cầu gồm hàng nghìn ngôi sao.
M10 có đường kính biểu kiến khoảng 20 phút cung, khoảng 2 phần 3 đường kính biểu kiến của Mặt Trăng. Quan sát bằng các kính viễn vọng kích thước trung bình nó xuất hiện khoảng một nửa kích thước đó (8' tới 9'), do phần lõi sáng của nó chỉ có bề ngang 35 năm ánh sáng. M10 có đường kính không gian là 83 năm ánh sáng và ước tính cách xa Trái Đất 14.300 năm ánh sáng. Bốn sao biến quang đã được phát hiện trong cụm sao này.
Cụm sao này hoàn thành một vòng quay quỹ đạo xuyên qua Ngân Hà khoảng sau mỗi 140 triệu năm, trong quá trình đó nó vượt qua mặt phẳng của đĩa Ngân Hà sau mỗi 53 triệu năm. Quỹ đạo hình nơ của nó có độ lệch tâm là 0,21.
|  |